# Paracnemis alluaudi
Paracnemis alluaudi – gatunek ważki z rodziny pióronogowatych (Platycnemididae). Endemit Madagaskaru, występujący głównie wzdłuż wschodnich wybrzeży wyspy.